# Muzeum Bursztynu w Gdańsku
Muzeum Bursztynu w Gdańsku – muzeum rzemiosła w Gdańsku, założone w 2000 roku, oddział Muzeum Gdańska; dokumentuje historię bursztynu i dzieje bursztyniarstwa w Polsce.
Muzeum zostało otwarte 28 czerwca 2006 w Wieży Więziennej w Gdańsku przy Drodze Królewskiej. 24 lipca 2021 otrzymało nową siedzibę w Wielkim Młynie. Do tego czasu odwiedziło je ponad milion zwiedzających (119 tys. osób rocznie - dane za 2019).

## Historia powstania
W lutym 2000 decyzją Zarządu Miasta powołano Muzeum Bursztynu jako oddział Muzeum Historycznego Miasta Gdańska (obecnie Muzeum Gdańska). Rozpoczęto od podstaw kompletowanie zbiorów. Na potrzeby muzeum zostały wówczas zaadaptowane wszystkie piętra Wieży Więziennej. W czerwcu 2006 roku Muzeum Bursztynu zainaugurowało swoją działalność, mając 439 m² powierzchni wystawienniczej. Kolekcja muzeum obejmowała (stan przed 2012 r.) 2000 okazów naturalnego bursztynu (w tym inkluzji organicznych w bursztynie, m.in. gekona, ptasznika, solfugi), 675 współczesnych dzieł sztuki i wyrobów z bursztynu oraz siedem zabytkowych przedmiotów z bursztynu.

## Organizacja ekspozycji
Ekspozycja została tak pomyślana, aby na poszczególnych piętrach pokazać bursztyn w różnych aspektach. Można tu poznać historię bursztynu, historię rzemiosła bursztynowego i bursztynowych szlaków handlowych, tradycje bursztynu w lecznictwie, użycie go jako kamienia magicznego, materiału badawczego i tworzywa artystycznego. Tradycyjnym metodom prezentacji towarzyszą  multimedialne w specjalnie do tego celu przeznaczonych wnękach w każdej sali ekspozycyjnej. Muzeum posiada trzy działy: przyrodniczy, sztuki dawnej i sztuki współczesnej.
Od przeprowadzki w 2021 muzeum dysponuje znacznie większą powierzchnią wystawienniczą (1000 m kw.) niż w dotychczasowej siedzibie w Katowni. Sale wystawowe podzielono na dwie części: przyrodniczą (I piętro), poświęconą m.in. historii kruszcu, jego wydobyciu, produkcji i właściwościom, a także inkluzjom; i artystyczną (II piętro), w której prezentuje się wykorzystanie bursztynu w różnych epokach historycznych, w tym jego współczesne zastosowanie w sztuce. Ponadto w Wielkim Młynie znalazły miejsce sale edukacyjne, miejsce spotkań i największy w Polsce północnej sklep muzealny m.in. z wyrobami bursztynowymi. 

## Niektóre eksponaty

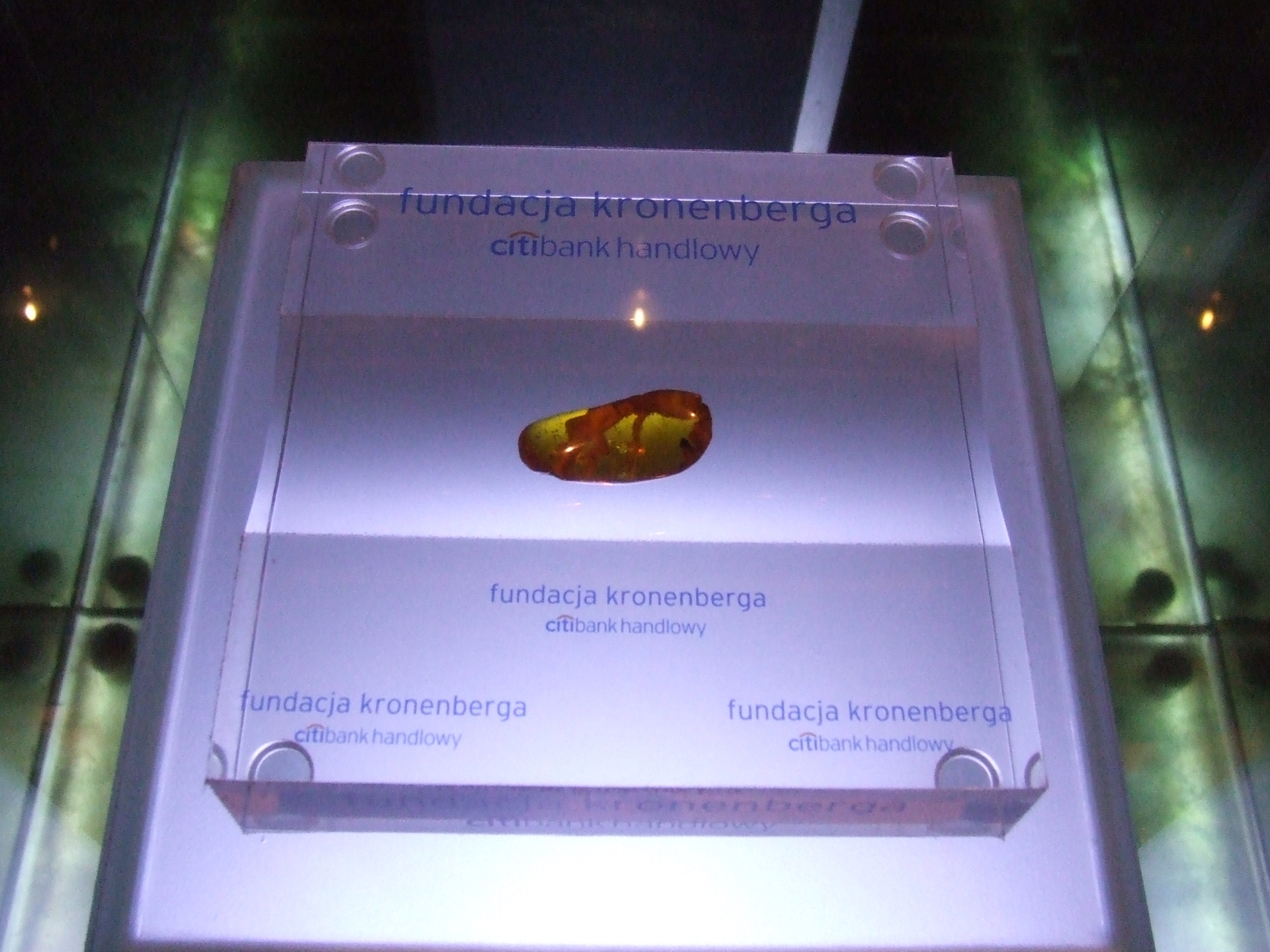
Jaszczurka Gierłowska

- Inkluzja zwierzęca tzw. "Jaszczurki Gierłowskiej" (Succinilacerta succinea)

Jest to jedyna w Polsce inkluzja jaszczurki – bursztynowa bryłka pochodząca sprzed 40 mln lat, wewnątrz której znajduje się zmumifikowana jaszczurka. Jest unikatem na skalę światową – jest to druga znaleziona jaszczurka w bursztynie bałtyckim, pierwszą w 1875 roku znalazł Richard Klebs. Na bryłkę natrafiono w 1997 roku na plaży w Gdańsku Stogach (bryłkę znalazła Gabriela Gierłowska, której nazwisku okaz zawdzięcza nazwę), Muzeum podarowana została przez Fundację Bankową im. Leopolda Kronenberga.
W bryłce ponadto znajdują się detrytus roślinny i włoski dębu. Na podstawie tych cech dokonuje się identyfikacji inkluzji. Badania wykazały, że jest to młoda jaszczurka. O bałtyckim pochodzeniu jaszczurki świadczy mlecznobiała otoczka jej łapek.
- Największa bryła bursztynu w kolekcji (68 kg, z Sumatry)[12]
- bursztynowe szachy z ok. 1690 (o wartości kilku milionów złotych), jeden z 4-5 na świecie kompletnych zestawów 32 figur z planszą, od 1758 własność lorda Murray, znajdująca się na zamku Blair w Szkocji[13]
- bursztynowa waza dla Stalina
- Kabinet w typie gdańskiej szafy barokowej z 1724 roku autorstwa gdańskiego rzemieślnika Johana Georga Zernebacha; jest to rodzaj sekretarzyka z wieloma szufladkami, wykonany z bursztynu w różnych odcieniach.
- kolia paciorków bursztynowych pochodząca z okresu wpływów rzymskich, wypożyczenie z Muzeum Archeologicznego w Gdańsku.
- współczesna kolekcja miniatur biżuterii muzycznej wykonana w srebrze i bursztynie
- Bursztynowy Słowik, główna nagroda festiwalu muzycznego Sopot Festival w Sopocie. Statuetka jest darem dla muzeum od Bogdana Mirowskiego, sopockiego artysty – złotnika.

## Galeria

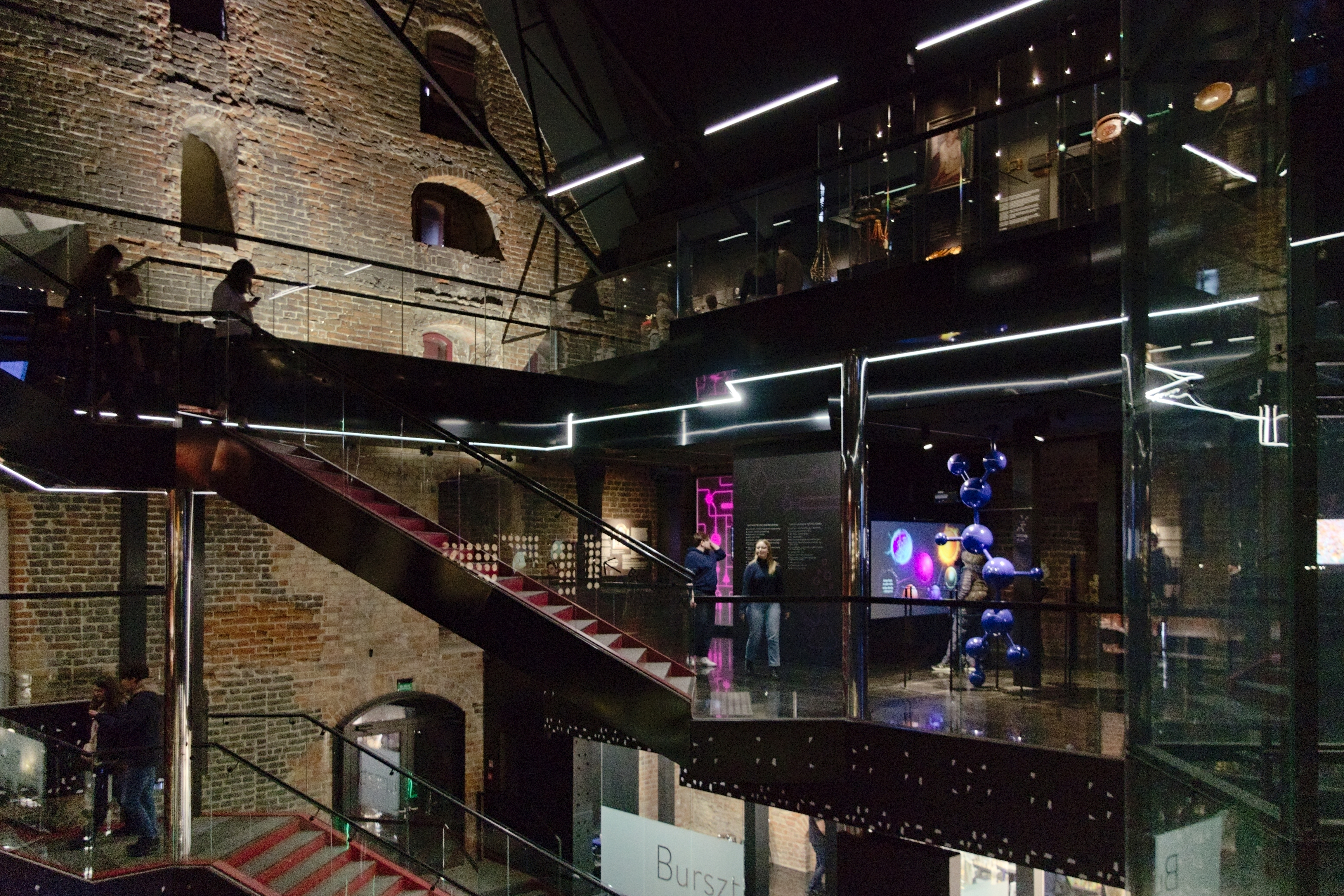
Wnętrze
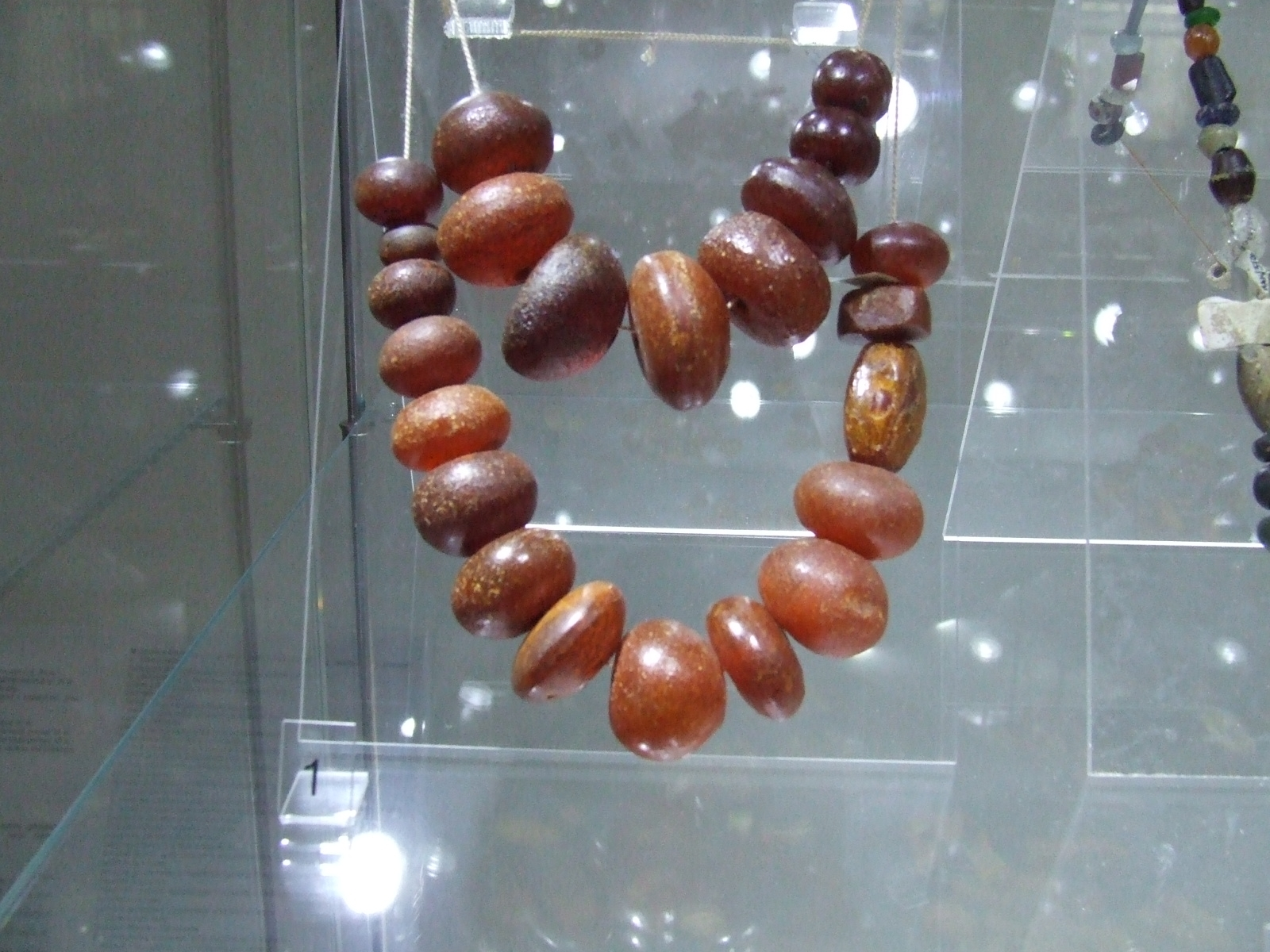
Kolia paciorków bursztynowych z okresu wpływów rzymskich
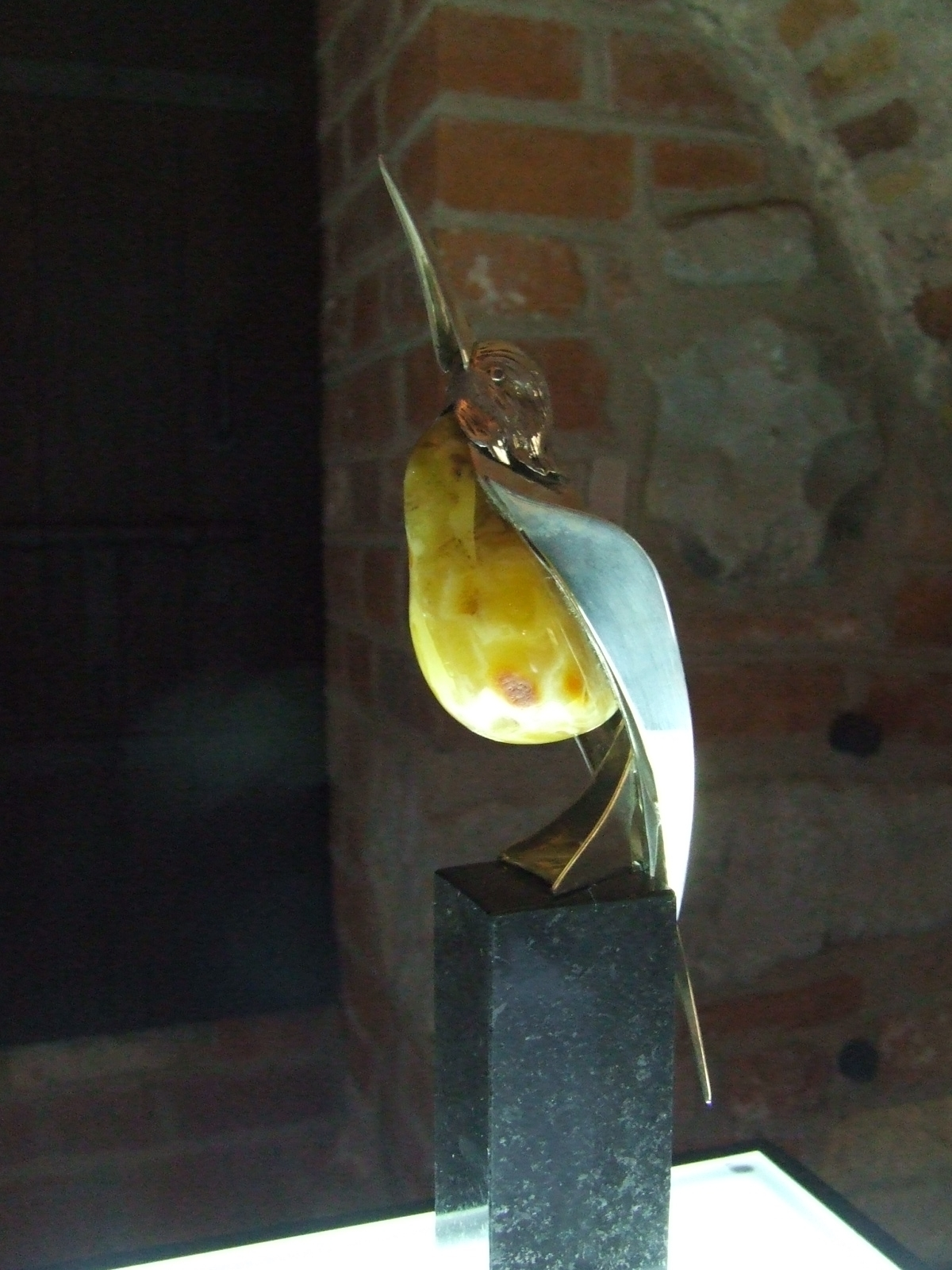
Statuetka Bursztynowego Słowika
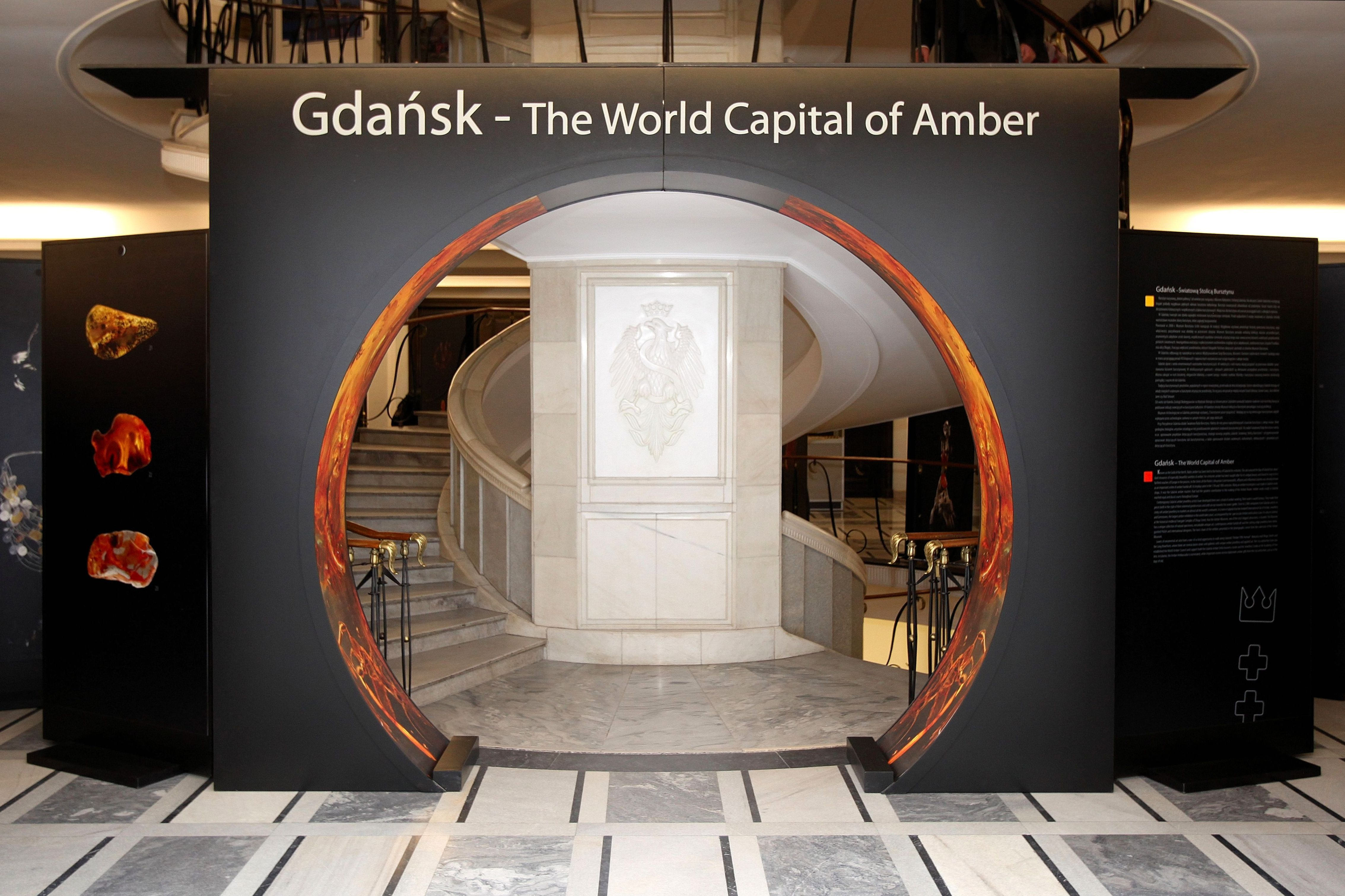
Fragment wystawy Gdańsk światową stolicą bursztynu zorganizowanej w Senacie RP
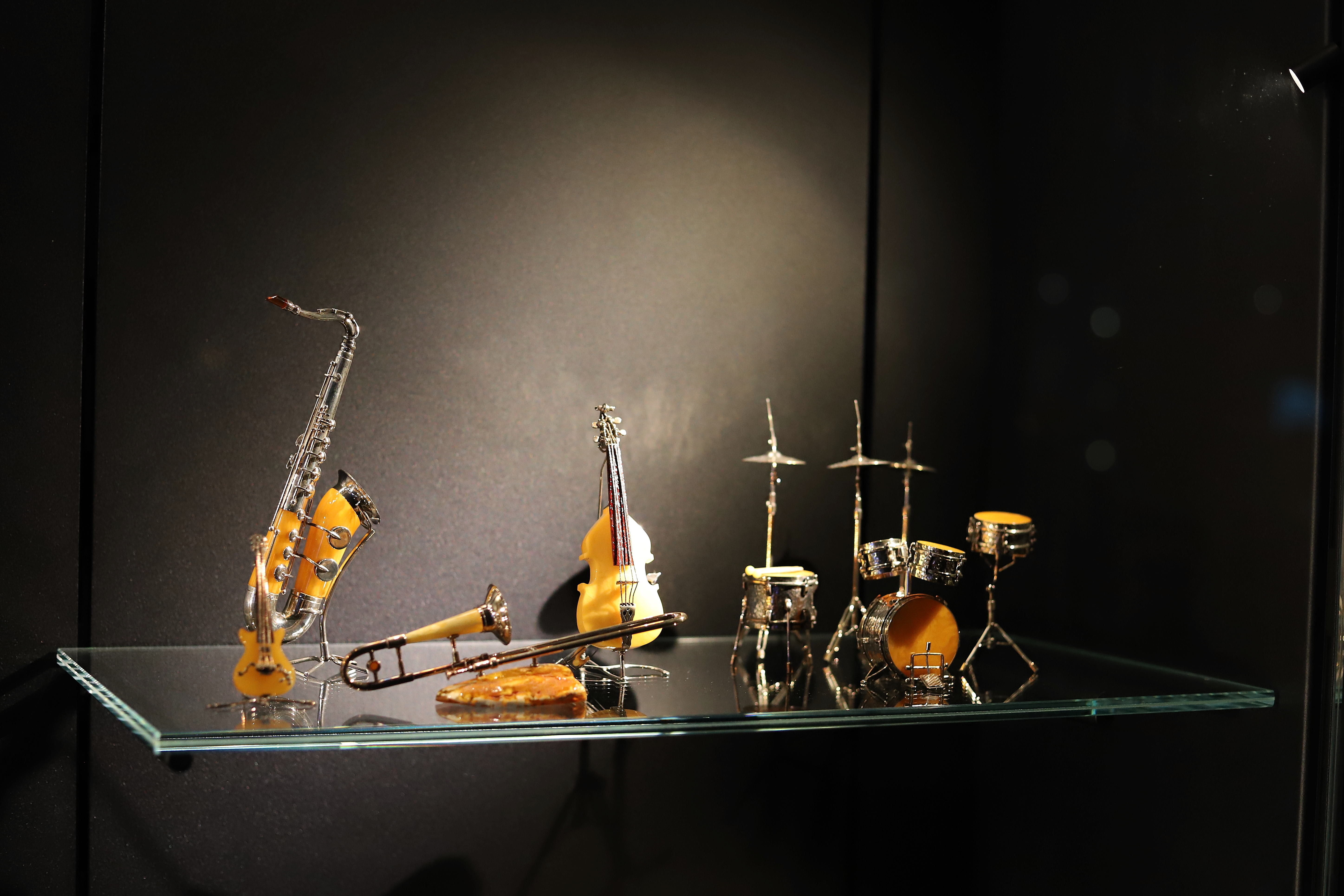
Instrumenty muzyczne wykonane z bursztynu
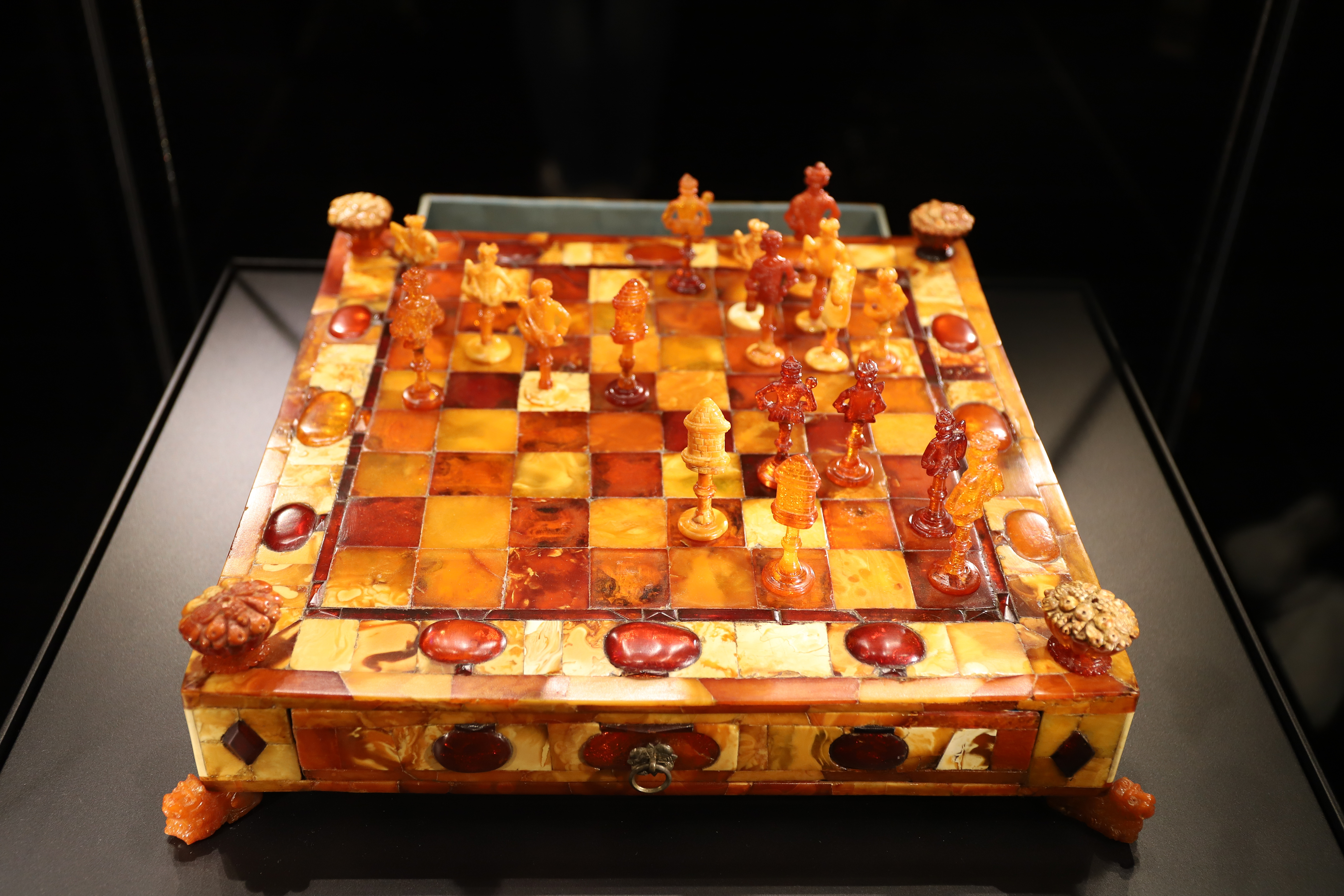
Bursztynowe szachy z ok. 1690 roku